# Curtis Jerrells
Curtis Louis Jerrells Jr (ur. 5 lutego 1987 w Austin) – amerykański koszykarz, występujący na pozycji rozgrywającego.
Przez kilka lat występował w letniej lidze NBA. Reprezentował Dallas Mavericks (2009), San Antonio Spurs (2010).
6 stycznia 2021 został zawodnikiem Anwilu Włocławek. 7 maja 2021 dołączył do włoskiego Reyeru Wenecja. 16 sierpnia 2021 zawarł umowę z egipskim Al Zamalek.

## Osiągnięcia
Stan na 25 listopada 2023, na podstawie, o ile nie zaznaczono inaczej.
NCAA
- Uczestnik turnieju NCAA (2008)
- Wicemistrz turnieju National Invitation Tournament (NIT – 2009)
- MVP turnieju Paradise Jam (2008)
- Zaliczony do:
  - I składu:
    - Big 12 (2008)
    - turnieju:
      - Big 12 (2007)
      - Anaheim Classic (2009)

    - najlepszych pierwszorocznych zawodników Big 12 (2006)

  - III składu All-Big 12 (2009)
  - składu honorable mention All-Big 12 (2007)

Klubowe
- Mistrz:
  - Eurocup (2016)
  - Ligi Adriatyckiej (2011)
  - Włoch (2014, 2018)
  - Izraela (2017)
  - Serbii (2011)
- Zdobywca:
  - superpucharu:
    - Włoch (2018, 2019)
    - Turcji (2012)

  - pucharu:
    - Serbii (2011)
    - ligi izraelskiej (2016 – Superpucharu Izraela)
- Finalista:
  - Pucharu Izraela (2017)
  - Superpucharu Turcji (2011)

Indywidualne
- MVP:
  - play-off ligi serbskiej (2011)
  - Superpucharu:
    - Włoch (2019)
    - Izraela (2016)

  - kolejki D-League (21.12.2009, 22.03.2010)
  - 2 meczu play-off Euroligi (2013/2014)
- Zaliczony do:
  - I składu:
    - Eurocup (2017)
    - ligi izraelskiej (2017)

  - III składu D-League (2010)
- Uczestnik meczu gwiazd D-League (2010)